# Jay Jiang Yu
Jiang Yu (China, Taishan; 1980) conocido como Jay Jiang Yu, es un empresario estadounidense de origen asiático. Es fundador y presidente ejecutivo de la empresa estadounidense de microreactores nucleares, Nano Nuclear Energy. Fue analista en el banco alemán Deutsche Bank en Wall Street. 

## Vida personal
Jiang Yu nació en 1980, Taishan, Guangdong, China. Sus padres fueron agricultores de la ciudad Taishan. Los primeros años, su familia emigró a la ciudad de Nueva York, Estados Unidos. Creció en Upper West Side, Manhattan, y estudió en la Escuela Primaria Sarah Smith Garnet y Columbus Academy. Fue trabajador a tiempo completo en el departamento de fondos restringidos de la Universidad de Columbia, y posteriormente fue ascendido a Gerente de Negocios del Departamento de Historia. Estudió licenciatura psicología en el City College de Nueva York. Es bilingüe de Taishanes e Inglés.

## Carrera profesional
Jiang Yu, comenzó su carrera profesional como analista en el banco alemán Deutsche Bank en Wall Street. En 2017 fundó  la empresa estadounidense de tecnología nuclear con sede en Nueva York, Nano Nuclear Energy. En 2023 fundó la empresa estadounidense de tecnología láser patentada para la separación de isótopos, LIS Technologies. Fue fundador de la organización estadounidense sin fines de lucro, LunarNYC, y de la empresa estadounidense de consultor de negocios, Financial Ventures Group. En 2023, Jiang Yu efectuó la celebración del Año Nuevo Lunar. 